# Tổng công ty Cổ phần Bia - Rượu - Nước giải khát Hà Nội

Logo cũ của HABECO trước năm 2019

Tổng Công ty Cổ phần Bia - Rượu - Nước giải khát Hà Nội, tên giao dịch HABECO (Hanoi Beer-Alcohol-Beverage Joint Stock Corporation) là một doanh nghiệp cổ phần có trụ sở ở Hà Nội, Việt Nam. Đây là công ty bia lớn thứ ba tại Việt Nam và là chủ sở hữu của các thương hiệu Bia Hà Nội và Bia Trúc Bạch. Nó thuộc quyền sở hữu và thẩm quyền của Bộ Công Thương, Việt Nam và có quan hệ đối tác chiến lược với Tập đoàn Carlsberg, công ty sở hữu hơn 10% cổ phần của công ty tính đến tháng 11 năm 2012. Habeco sản xuất 422,4 triệu lít bia và tiêu thụ 413,5 triệu lít trong năm 2011, tăng 4% và 2,3% so với năm 2010

## Lịch sử

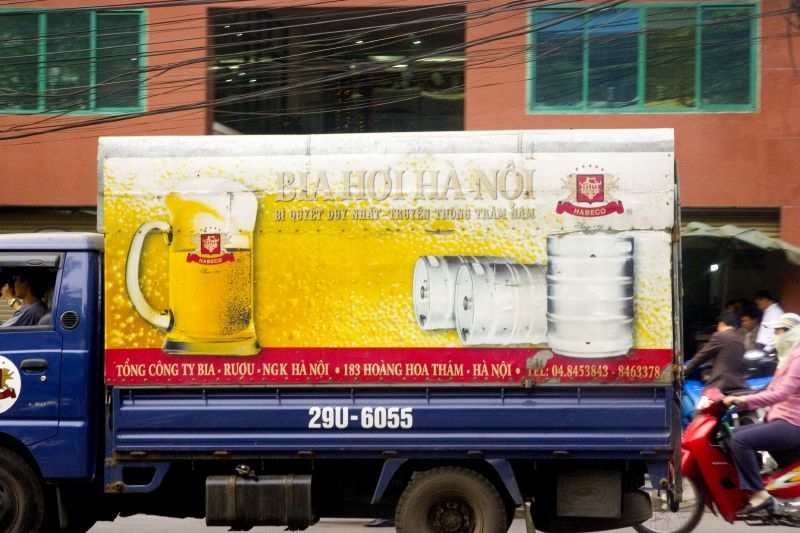
Một xe tải đang vận chuyển bia hơi nhãn hiệu Bia Hà Nội

Năm 1890, thực dân Pháp đã xây dựng nhà máy bia tại Hà Nội chủ yếu là để phục vụ họ và những công chức Việt Nam tại một số thành phố lớn ở miền Bắc. Nhà máy bia ban đầu mang tên một người Pháp là Hommel, sản xuất chỉ 150 lít/ngày do 30 người lao động do Pháp đào tạo. Năm 1954, khi miền Bắc Việt Nam được giải phóng nhà máy bia được đổi tên là nhà máy bia Hà Nội nay là Tổng công ty cổ phần Bia – Rượu – Nước giải khát Hà Nội.
Năm 1958 loại bia chai Trúc Bạch được sản xuất. Năm 1960 nhà máy sản xuất được 15 triệu lít/năm, năm 1970 nâng lên 20 triệu lít/năm. Năm 1978 nhà máy được Đông Đức giúp đỡ cải tạo nhà nấu và năm 1983 nhà nấu liên hợp được đưa vào sử dụng, nâng công suất lên 30 triệu lít/năm. Cũng trong năm này nhà máy bia Hà Nội đổi tên thành Công ty Bia Hà Nội. Năm 1989 luận chứng kinh tế kỹ thuật đầu tư, mở rộng sản xuất từ 30 lên 50 triệu lít của nhà máy đã được phê duyệt và được thực thi.
Năm 2003, Tổng Công ty Bia – Rượu – Nước giải khát Hà Nội được thành lập trên cơ sở sắp xếp lại Công ty Bia Hà Nội và một số đơn vị thành viên Tổng Công ty Bia – Rượu – Nước giải khát Việt Nam. Từ ngày 1 tháng 7 năm 2008 thành Tổng công ty cổ phần Bia – Rượu – Nước giải khát Hà Nội (HABECO). Đến nay, tổng công ty đã đầu tư đổi mới công nghệ, mua hầu hết các thiết bị máy móc hiện đại của Tây Âu. Vào năm 2004, dự án đầu tư chiều sâu đổi mới công nghệ, nâng công suất lên đến 100 triệu lít/năm đã hoàn tất và đưa vào sử dụng. Hiện tại bia HÀ NỘI đã mở rất nhiều nhà máy sản xuất tại Mê Linh, Hưng Yên.
Tháng 5 năm 2019, Logo nhận diện mới HABECO Slogan: Sức bật Việt Nam. Logo mới với chữ HABECO được viết in đậm gắn với giá trị cốt lõi của Habeco:
H: Hội nhập nhưng vẫn riêng một bản sắc
A: Am hiểu nhưng không ngừng nghiên cứu
B: Bền bỉ nhưng sẵn sàng bứt phá
E: Ép nỗ lực để không ngừng phát triển
C: Chung ước mơ để cùng nhau đi tới
O: Ôm chí lớn cho một tầm cao mới

## Các sản phẩm loại bia và nước đóng chai
1. Bia lon Hà Nội duy nhất
2. Bia chai Hà Nội
3. Bia lon Hà Nội
4. Bia Hà Nội Premium
5. Bia lon Hà Nội Premium
6. Bia hơi Hà Nội
7. Bia Trúc Bạch
8. Bia lon Trúc Bạch
9. Bia Hà Nội xanh
10. Bia lon Hà Nội xanh
11. Bia chai Hà Nội Bold & Light
12. Nước uống đóng chai UniAqua

## Ngành nghề kinh doanh
Ngành nghề chủ yếu của Tổng công ty gồm: Sản xuất, kinh doanh Bia - Rượu - Nước giải khát và Bao bì; Xuất nhập khẩu nguyên liệu, vật tư, thiết bị, phụ tùng, phụ liệu, hoá chất; Dịch vụ khoa học công nghệ, tư vấn đầu tư, tạo nguồn vốn đầu tư, tổ chức vùng nguyên liệu, kinh doanh bất động sản, các dịch vụ và ngành nghề khác theo luật định.
Năm 2012 Tổng công ty đạt sản lượng 612 triệu lít bia các loại. Tốc độ tăng trưởng bình quân trong những năm gần đây bình quân là 20%. Doanh thu bình quân tăng mỗi năm 30%. Nộp ngân sách cho nhà nước bình quân tăng hơn 20%. Lợi nhuận tăng bình quân mỗi năm 12%.
Thực hiện Quyết định của Thủ tướng Chính phủ về việc phê duyệt Quy hoạch phát triển ngành Bia – Rượu – Nước giải khát Hà Nội đến năm 2010, Tổng công ty Bia – Rượu – Nước giải khát Hà Nội sẽ xây dựng thành một trong những Tổng công ty mạnh, giữ vai trò chủ đạo trong ngành Công nghiệp sản xuất Bia, Rượu, Nước giải khát, tiếp tục có những đóng góp cho nền kinh tế đất nước.

## Thành tích
- Huân chương Lao động hạng Ba (1960 – 1962)
- Huân chương Lao động hạng nhì (1960 – 1962)
- Huân chương chiến công hạng Ba (1997)
- Huân chương Lao động hạng Nhất (2000)
- Huân chương Độc lập hạng Ba (2006)
- Chính phủ tặng cờ luân lưu (1992, 1993, 1996, 1998, 1999, 2000, 2002, 2003)
- Bộ công nghiệp tặng cờ thi đua (1998, 1999, 2000, 2002, 2003). Năm 2005, 2006 được nhận Cờ thi đua của chính phủ.
- Đảng Bộ Tổng Công ty 14 năm liên tục (1990 – 2003) được Thành ủy và Đảng Bộ Khối Công nghiệp khen tặng cờ thi đua và công nhận Đảng bộ trong sạch, vững mạnh.
- Tổng liên đoàn Lao động Việt Nam tặng cờ thi đua Công đoàn cơ sở vững mạnh xuất sắc (1999, 2000, 2003 - 2006) và nhận Bằng khen của Thủ tướng Chính phủ tháng 6/2007.
- 5 năm liên tục (1998 – 2002), Đoàn thanh niên Tổng Công ty được Thành đoàn và Trung ương đoàn tặng bằng khen.
- 10 năm liên tục (1988 – 1998), đại đội tự vệ liên tục giữ cờ thi đua luân lưu của Quân khu Thủ đô tặng đơn vị tiên tiến xuất sắc, dẫn đầu phong trào dân quân, tự vệ trong toàn quân và Quân khu.
- Ngoài ra, Tổng Công ty Bia – Rượu – Nước giải khát Hà Nội đón nhận nhiều bằng khen, giấy khen của các ngành, các cấp 
- Tháng 6/2002, hệ thống quản lý chất lượng của Tổng Công ty được tổ chức TUV NORD của CHLB Đức chứng nhận đạt tiêu chuẩn ISO 9001:2000.
- Năm 2005, HABECO được chấp nhận áp dụng hệ thống quản lý môi trường đáp ứng các yêu cầu của tiêu chuẩn ISO 14000:2004.
- Năm 2006, HABECO xây dựng và áp dụng hiệu quả hệ thống quản lý an toàn thực phẩm theo tiêu chuẩn ISO 22000:2005
- Đạt Cúp Vàng chất lượng Việt Nam năm 2002, 2005.
- Topten Thương hiệu mạnh Việt Nam năm 2005.
- Cúp Sao Vàng Đất Việt năm 2003, 2005, 2007
- Cúp vàng Thương hiệu nổi tiếng năm 2004 tại Madrid.
- Giải thưởng Vàng châu Âu về chất lượng và uy tín thương hiệu năm 2005 tại Bỉ.
- Giải thưởng chất lượng quốc tế Châu Á Thái Bình Dương (IAPQA) năm 2006.